# Тешки Густав
Тешки Густав (80 cm K (E)) и Дора била су имена највећих немачких железничких топова калибра 800 mm које је немачка војска користила током Другог светског рата. Пројектовао га је и произвео Круп крајем тридесетих година 20. века. Његова основна намена била је уништавање великих, јако утврђених циљева. Био је тежак 1.344 t и могао је да испали гранату тешку 7 t на даљину од 37 km. Пројектован током припрема за Други светски рат требало је да буде употребљен против француских утврђења на Мажино линији. Један од топова учествовао је у опсади Севастопоља у Совјетском Савезу, током Операције Барбароса. Уништиле су га његове посаде пред крај рата како не би пао савезницима у руке.
У историји артиљерије само је амерички 36-инчни (914,4 mm) тешки минобацач Мали Давид имао већи калибар од Густава.

## Развој
Током 1934. године. Немачка Врховна команда (OKH) дала је задатак немачком индустријском концерну Круп да пројектује и произведе топ који је требало да буде намењен за уништавање француских утврђења на Мажино линији, чија је изградња била при крају, као и да учествује у нападу на Гибралтар у склопу планиране Операције Феликс. Граната испаљена из овог топа морала је да буде у стању да пробије 7 m бетона или 1 m хомогеног челика и то са растојања на којима би овај топ остао изван домета непријатељске артиљерије. Крупов инжењер др. Ерих Милер израчунао је да би овакве спецификације могао да испуни само топ калибра око 80 cm који би испаљивао гранату од 7 t из цеви дужине најмање 30 m. Величина и тежина предложеног топа била је таква да је његова мобилност могла да се постигне само његовим постављањем на удвостручене редове железничких точкова. Као код других железничких топова цев би могла да се помера само по елевацији док би по правцу била усмеравана покретањем читавог топа по кружно постављеној железничкој прузи. Круп је у склопу припрема за производњу израдио планове за топове калибра 70 cm, 80 cm, 85 cm и 100 cm.
Све до 1936. године и Хитлерове посете Круповим фабрикама у Есену, током које се распитивао о могућностима пројектованих топова, на плану производње није било помака. Хитлер, који је био одушевљен величином и снагом ових топова наручио је да се до почетка операције Барбароса произведу три топа калибра 80 cm.
Круп је крајем 1939. године израдио прототип који је послао на тестирање у опитни центар у Хилерслебену. Током тестирања установљено је да је граната испаљена из овог топа под великим углом (скоро вертикално) имала пробојну моћ наведену у спецификацијама Немачке Врховне команде. По завршетку тестова, средином 1940. године топ и постоље су расходовани и највероватније исечени у старо гвожђе. 
Алфред Круп је у пролеће 1941. године лично угостио Хитлера и Алберта Шпера (министра за наоружање) у Ругенвалд опитном центру, којом приликом је извршено тестирања Густава пре његовог формалног увођења у оперативну употребу. Као резултат успешног тестирања уследила је наруџбина за производњу два топа. Прва пробна граната испаљена је 10. септембра 1941. године на вежбалишту Хилерслебен и то из цеви која је била постављена на привременом постољу. У новембру 1941. године цев је пребачена у Ругенвалд где је испаљено још 8 против-оклопних граната тежине 7.100 kg на раздаљину од 37.210 m.
У борби, топ је био постављен на посебно двоструко постоље које се кретало на два паралелна колосека. Свако постоље имало је 20 осовина што је укупно чинило 40 осовина (80 точкова). Круп је топ назвао Тешки Густав (Schwerer Gustav) према једном од директора фирме који се звао Густав Круп фон Болен унд Халбах.
Густав је користио две врсте муниције: тешке гранате за пробијање бетона и лакше високо-експлозивне гранате. Такође је планирана и израда гранате великог домета, која би имала ракетни погон и која би могла да досегне циљеве удаљене и до 150 km. За употребу ове гранате, којом би могли да се бомбардују циљеви у Енглеској, било је потребно продужити цев топа на 84 m.
У складу са традицијом компаније Круп, први топ није наплаћен, али је изградња другог топа под именом Дора, Немачку државу коштала 7 милиона марака.

## Историја

### Тешки Густав (Schwerer Gustav)
У фебруару 1942. године извршена је реорганизација 672. (Е) јединице тешке артиљерије и Густав је започео своје дуго путовање у правцу Крима. Воз који је превозио топ био је састављен од 25 вагона, а композиција је била дугачка 1,6 km. Топ је почетком марта стигао до полуострва Переков, где је задржан до почетка априла. Да би Густав био пребачен на жељену позицију, северно од луке Севастопољ, изграђен је посебан крак пруге Симферопољ-Севастопољ, у дужини од 16 km на чијем крају су изграђена четири полукружна колосека како би Густав могао да се усмерава по правцу. Опсада Севастопоља била је Густавово прво ватрено крштење. Радови на постављању топа стартовали су почетком маја и до 5. јуна топ је био спреман за дејство. У склопу својих дејстава током опсаде Севастопоља Густав је бомбардовао следеће циљеве:
- 5. јун
  - Совјетска обалска артиљерија на удаљености од 25 km. Испаљено 8 граната.
  - Утврђење Стаљин. Испаљено 6 граната.
- 6. јун
  - Утврђење Молотов. Испаљено 7 граната.
  - Бела стена: подводни магацин муниције испод залива Севернаја. Магацин се налазио испод 30 m воде и најмање 10 m бетона. После 9 испаљених граната, магацин је уништен као и већина бродова који су се у том тренутку налазили у заливу.
- 7. јун
  - Артиљеријска подршка пешадијском нападу на утврђени рејон Судвестшпиц. Испаљено 7 граната.
- 11. јун
  - Утврђење Сибир. Испаљено 5 граната.
- 17. јун
  - Утврђење Максим Горки и његова обалска батерија. Испаљено 5 граната.

До завршетка опсаде Севастопоља, која је окончана 4. јула, на разрушени град испаљено је преко 30.000 t артиљеријских граната. Густав је током опсаде испалио 48 граната чиме је испунио радни век своје прве цеви која је само током тестирања испалила 250 граната. Цев је замењена резервном, а исхабана цев је враћена у Круп на ремонт.
Топ је затим растављен и пребачен на северни сектор Источног фронта где је требало да учествује у нападу на Лењинград. Постављен је на 30 km од града, у близини железничке станице Таизи. Био је у пуној приправности за дејство када је напад отказан. Током зиме 1942-43. Густав се још увек налазио на положају у близини Лењинграда.
Након што су Немци почели да се повлаче на Источном фронту, Густав је пребачен у близину Варшаве где је, током устанка у Варшавском гету, 1944. године испалио 30 граната на град. 
Претпоставља се да је недуго затим топ уништен од стране његове посаде јер су његови остаци пронађени 22. априла 1945. године у шуми која се налазила 15 km северно од Ауербаха на око 50 km југоисточно од Кемница.

### Дора
Други тешки железнички топ калибра 80 cm који је произвео Круп добио је име Дора. Током Другог светског рата кратко је дејствовао око Стаљинграда. Дора је средином августа 1942. године пребачена на положај око 15 km удаљен од Стаљинграда. Била је спремна за дејство 13. септембра. Ипак, убрзо је повучена због опасности да буде заробљена од стране совјетских снага које су прешле у офанзиву. Од тада, па све до краја Другог светског рата Дора није учествовала у борбама. Дору је уништила њена посада како не би пала савезницима у руке. Њене остатке пронашле су америчке јединице недуго након открића остатака Тешког Густава.

### Дуги Густав (Langer Gustav)
Дуги Густав је био топ калибра 52 cm, а име је добио због цеви која је била дугачка 43 m. Требало је да испаљује далекометне ракетне пројектиле тежине 680 kg на циљеве удаљене и до 190 km. Са оваквим дометом био је идеалан за дејство по британској престоници Лондону. Оштећен је након једног од многобројних савезничких бомбардовања Есена и никада није завршен.

### П-1500 „Монструм“
Немци су у току Другог светског рата планирали изградњу самоходне Доре тежине 1.500 t, која је требало да буде наоружана са једним топом калибра 800 mm и са два топа калибра 150 mm. Погонска група била би сачињена од четири дизел-мотора какве су у то време користиле немачке подморнице. Овај топ, коме је Алберт Шпер наденуо име „Монструм“ никада није сишао са производне траке.

## Опште карактеристике (Тешки Густав)
- Тежина топа са постољем: 1.350 t
- Дужина топа: 47,3
- Висина топа: 11,6
- Ширина топа: 7,1
- Дужина цеви: 32,48
- Погон: две дизел-електричне локомотиве Д311 снаге 691 KW (ДРГ класа В188)
- Максимална елевација: 48° (или 65° у зависности од извора, могуће да разлика у елевацији зависи од постоља које се користи)
- Тежина погонског експлозивног пуњења: 1.134 kg из 3 дела
- Брзина паљбе: 1 граната сваких 30 до 45 min или 14 граната дневно
- Прецизност: 20% (10 од 48) граната је падало у пречнику од 60 m око циља. Највеће забележено одступање износило је 740 .
- Посада: 250 људи којима је требало 3 дана (54 часа) да поставе топ и да га припреме за дејство; 2.500 људи за постављање шина и изградњу заклона што је у зависности од природе и конфигурације земљишта могло да потраје између 3 и 6 недеља. Два батаљона против-ваздушне артиљерије била су задужена да штите топ од напада из ваздуха.

## Муниција

### Високо-експлозивна
- Тежина пројектила: 4.8 t (4.800 kg)
- Брзина пројектила (на излазу из цеви): 820
- Максимални домет: 48
- Експлозивно пуњење: 700
- Величина кратера: ширина 10 m, дубина 10

### Против-оклопна
- Дужина пројектила: 3,6
- Тежина пројектила: 7.1 t (7.100 kg)
- Брзина пројектила (на излазу из цеви): 720
- Максимални домет: 38
- Експлозивно пуњење: 250
- Пробојна моћ: неки извори тврде да је пробојна моћ гранате била 80 m армираног бетона мада овакве тврдње делују прилично нереално зато што је граната приликом тестирања и при максималној елевацији која се није могла постићи у пољским условима пробила 7 m бетона и то уз специјално пуњење; гранате је највероватније могла да пробије оклопну плочу дебљине између 1 m и 7 m бетона.

Тело гранате било је направљено од хром-никл челика док је балистичка купа на врху гранате била направљена од легуре алуминијума.